# Colli del Trasimeno Merlot riserva
Le Colli del Trasimeno Merlot riserva est un vin rouge de la région Ombrie doté d'une appellation DOC depuis le 13 janvier 1972. Seuls ont droit à la DOC les vins récoltés à l'intérieur de l'aire de production définie par le décret.
Le vin rouge du Colli del Trasimeno Merlot riserva répond à un cahier des charges plus exigeant que le Colli del Trasimeno Merlot, essentiellement en relation avec le taux d’alcool et avec un vieillissement de 2 ans. 

## Aire de production
Les vignobles autorisés se situent en province de Pérouse près du Lac Trasimène dans les communes de Castiglione del Lago, Città della Pieve, Paciano, Piegaro, Panicale, Pérouse, Corciano, Magione, Passignano sul Trasimeno et Tuoro sul Trasimeno.

## Caractéristiques organoleptiques
- couleur : rouge rubis  intense  avec des reflets violacés tendant vers un rouge brique après vieillissement
- odeur : vineux, agréable, intense
- saveur : sec, harmonique, plein

Le Colli del Trasimeno Merlot riserva se déguste à une température de 14 à 16 °C et il se garde 3 – 5 ans.

## Production
Province, saison, volume en hectolitres :
- pas de données disponibles